# Dimensión extra universal
En física de partículas, los modelos con dimensiones extra universales proponen que hay una o más dimensiones adicionales más allá de las tres dimensiones espaciales y una dimensión temporal que se observan.  Estos modelos difieren de lo propuesto por el Modelo ADD (o Dimensión extra grande) asumiendo que todos los campos se propagan universalmente en las dimensiones extra; en contraste, el modelo ADD requiere que los campos del Modelo Estándar estén confinados a una membrana de cuatro dimensiones, mientras que sólo la gravedad se propaga en las dimensiones extra.
Las dimensiones extra universales se supone que están compactificadas en radios mucho más grandes que la longitud de Planck tradicional, aunque menores que en el modelo ADD, ~10−18 m, y algunos afirman que los límites experimentales en esta escala están sueltos. Genéricamente, las - hasta ahora no observadas - resonancias de Kaluza-Klein de los campos del modelo estándar, para una teoría de este tipo, aparecerían en una escala de energía que está directamente relacionado con el tamaño inverso de la dimensión extra, 
{\displaystyle M_{KK}\approx R^{-1}}
Los estrictos límites experimentales inferiores en el tamaño inverso de una o dos dimensiones extra universales provienen de mediciones electrodébiles de precisión en el polo Z, el momento magnético del muon, y los límites en el cambio del sabor de las corrientes neutrales. El límite inferior más conservativo con respecto a la compactificación de la escala de una sola dimensión extra universal es de varios cientos de GeV. Usar dimensiones extra universales para explicar la materia oscura da un límite superior en la escala de compactación de varios TeV.